# پلات راجرز اسپنسر
پلات راجرز اسپنسر (انگلیسی: Platt Rogers Spencer; ۷ نوامبر ۱۸۰۰ – ۱۶ مهٔ ۱۸۶۴) کارمند، و آموزگار اهل ایالات متحده آمریکا بود. وی به خاطر خط پیوسته اش که عملاً تا سالیان طولانی قبل از دستگاه چاپ، خط رسمی دولت آمریکا بود شناخته می‌شود.